# Église Saint-Vincent de Mont-de-Galié
L'église Saint-Vincent de Mont-de-Galié est une église catholique située à Mont-de-Galié, dans le département français de la Haute-Garonne en France.

## Présentation
Depuis 2017 est organisée dans l'église de fin décembre à la mi-janvier l'exposition des crèches de Noël du monde entier avec plus de cent crèches exposées,.

## Historique
Au XIIIe siècle le village appartient aux chevaliers de Mont, seigneurs de Gallié. D'après le pouillé de Comminges, la vigne y est cultivée au XIVe siècle.
L'église a été remaniée au XVIIe ou XVIIIe siècle et fut entièrement restaurée au début du XXe siècle.
Les vitraux ont été fabriqués par l'atelier de Louis-Victor Gesta à Toulouse en 1923, ils sont signés par un de ses enfants Henri-Louis-Victor Gesta.
D'après la date inscrite sur les vitraux, la nef et les fenêtres auraient été restaurées dans les années 1920.

## Description

### Extérieur
- Un ancien tympan de portail en marbre est placé dans le mur au-dessus de l'entrée, il date du XIVe siècle, il proviendrait de l'ancienne porte de l'église remaniée au XVIIe ou XVIIIe siècle. Au centre du tympan est représenté un personnage (saint Vincent ?) tenant l'Évangile dans sa main gauche et un vase ou calice dans sa main droite. Sous ses pieds se trouve un démon ? Sur la gauche du tympan est sculpté un cep de vigne ? À droite, trois fleurs de lys, montrant l'attachement à la couronne de France. La sculpture du tympan représente sans doute saint Vincent défendant les vignes du village contre les démons.
- Une des deux cloches dite Victoire, est dédiée aux soldats de la commune morts en 1914-1918, elle porte sept noms et prénoms des morts du conflit, elle a été réalisée en 1920 par Ursulin Dencausse fondeur de cloches à Tarbes[3].

Sont inscrites à l'inventaire des monuments historiques :
- La cloche en bronze commémorative des morts la guerre de 1914-1919 dite Victoire[3].
- Une statue de saint Vincent en bois sur la façade datant du XVIe, XVIIIe ou XIXe siècle[4].

### Intérieur
Tout autour de l'église sont placés des tableaux du chemin de croix.
- Au centre du chœur, un tableau représente la crucifixion de Jésus avec au pied de la croix, à gauche : saint Jean l'évangéliste et la Vierge Marie, et à droite : sainte Marie Madeleine.

Le maître autel et le tabernacle sont en marbre blanc.
- Le maître autel est orné avec des feuilles de vigne et des grappes de raisin dorées. La façade est décorée avec à gauche un lys et à droite un rosier, au centre est inscrit avec des rameaux de vignes dorées le monogramme marial composé des lettres A et M entrelacées, initiales de l’Ave Maria.
- Le tabernacle est décoré avec des feuilles de vigne et des grappes de raisin dorées. Sur la porte du tabernacle est sculptée une croix avec autour des feuilles de vigne et des grappes de raisin.

#### Sacristie
Sont inscrits à l'inventaire des monuments historiques :
- Un plat de quête en laiton datant du XVIe siècle[5].
- Un ciboire en argent daté de 1713 et réalisé par le maître orfèvre de Toulouse, Jean Lacère[6].
- Une statue de la Vierge à l'Enfant en bois doré datant du XVIe siècle et redorée au XIXe siècle[7].
- Une statue d'un saint évêque en bois doré datant du XVIe ou XVIIe siècle et redorée au XIXe siècle[8].
- Un calice en argent daté de 1713 et réalisé par le maître orfèvre de Toulouse, Jean Lacère[9].

#### Partie droite
La statue de la Vierge à l'Enfant en bois doré date du XVIIe siècle.

## Galerie

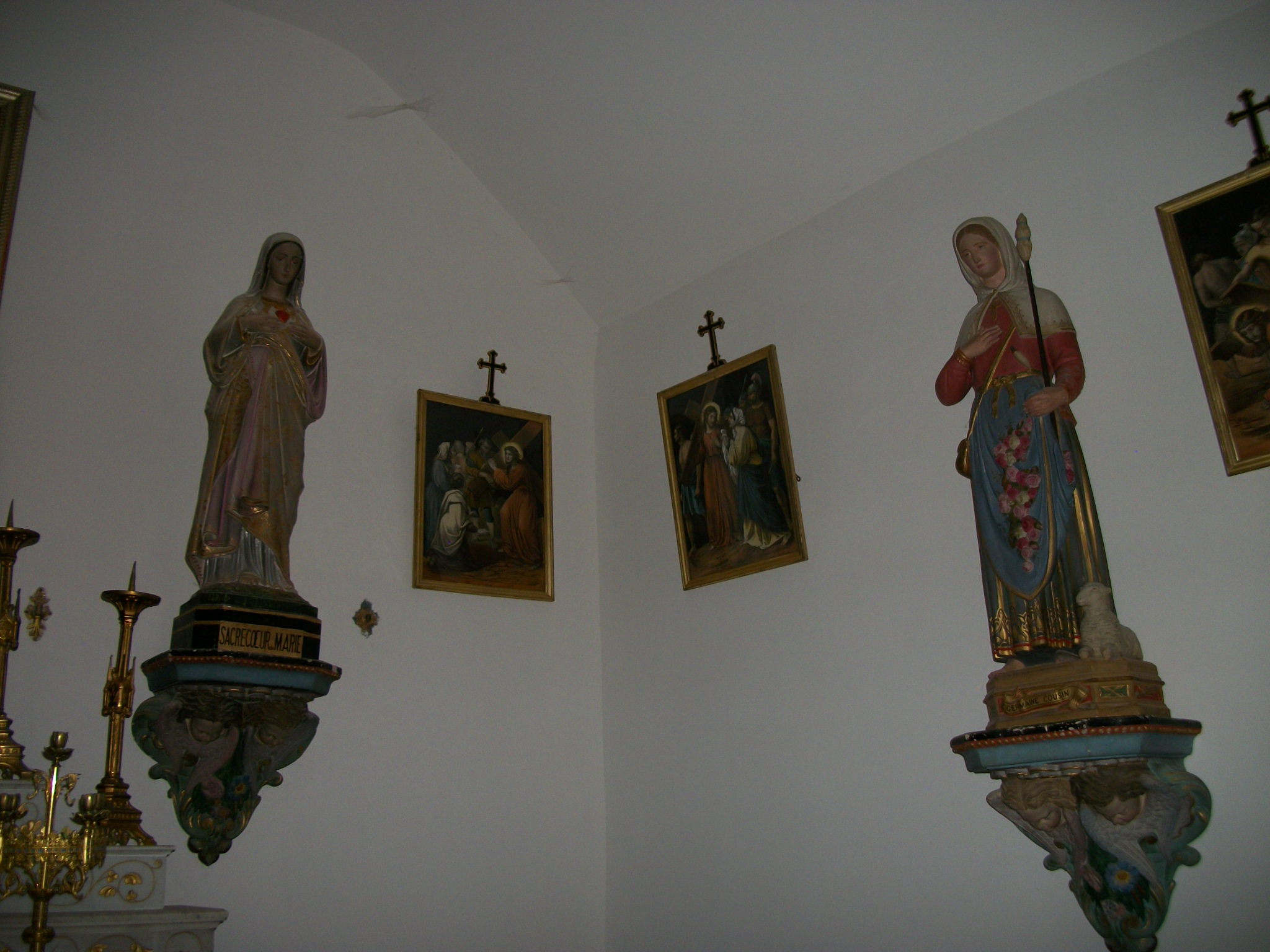
À gauche, une statue du Cœur Immaculée de Marie, à droite, une statue de sainte Germaine de Pibrac
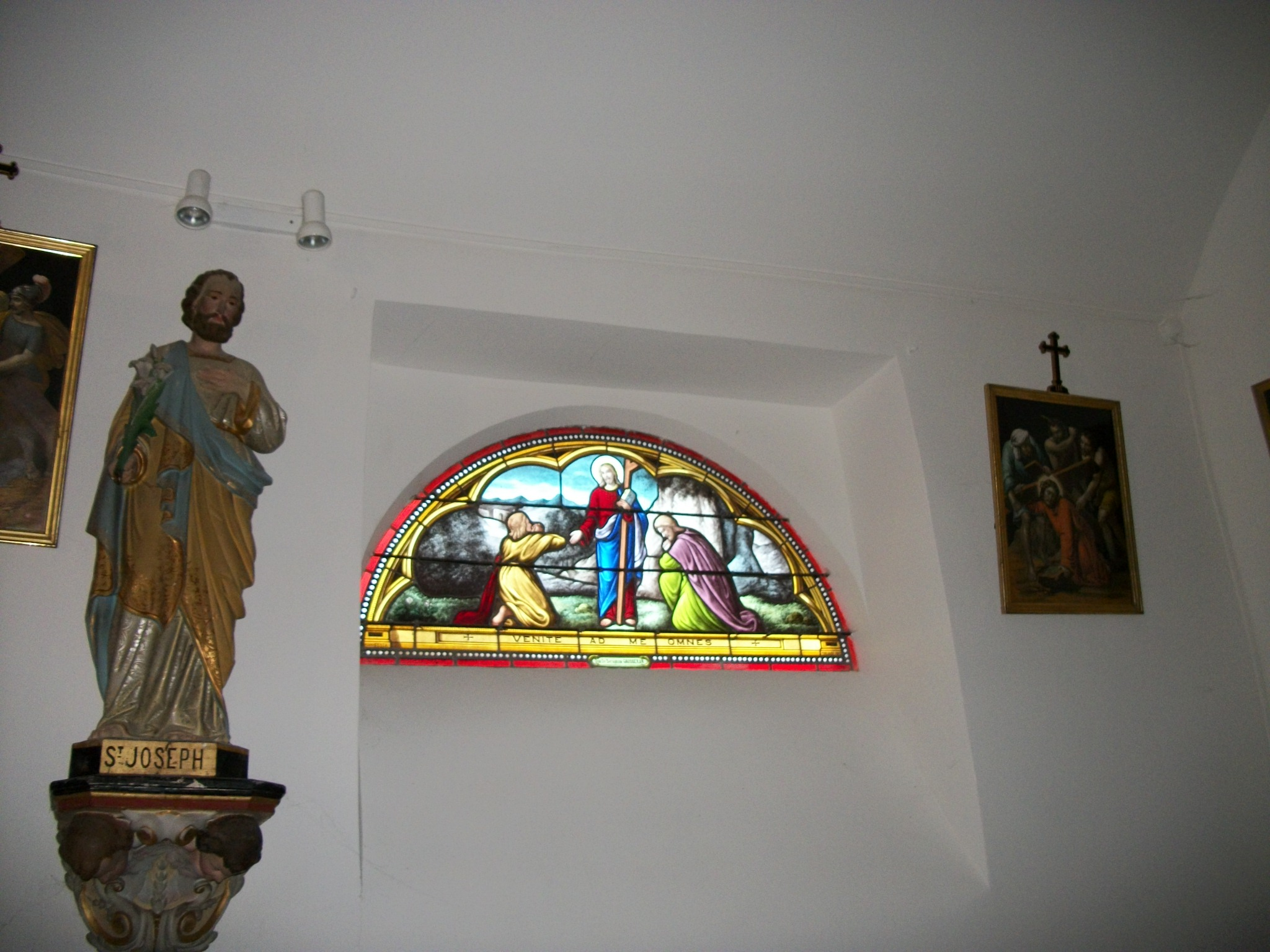
Statue de saint Joseph
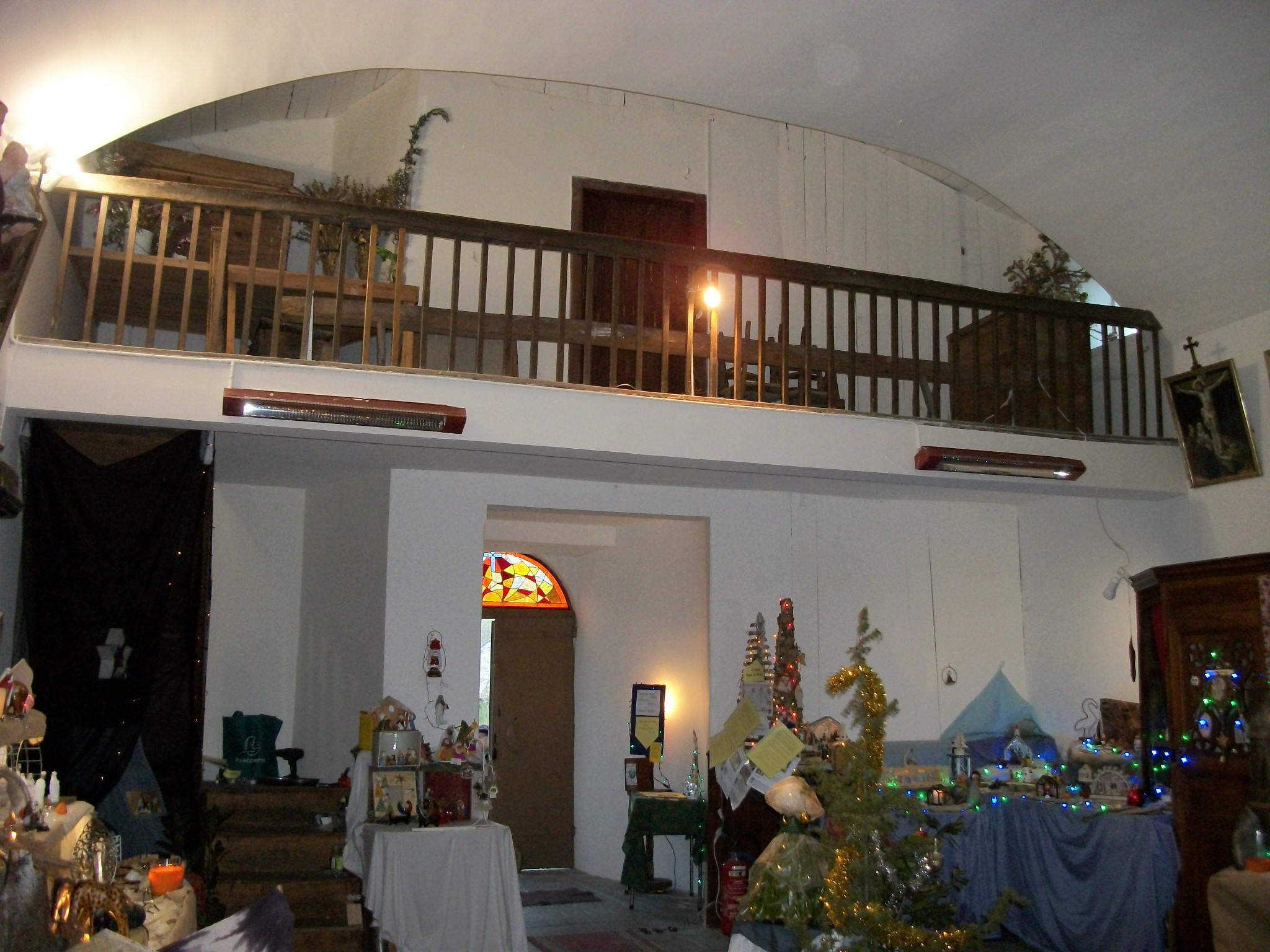
La partie arrière de l'église
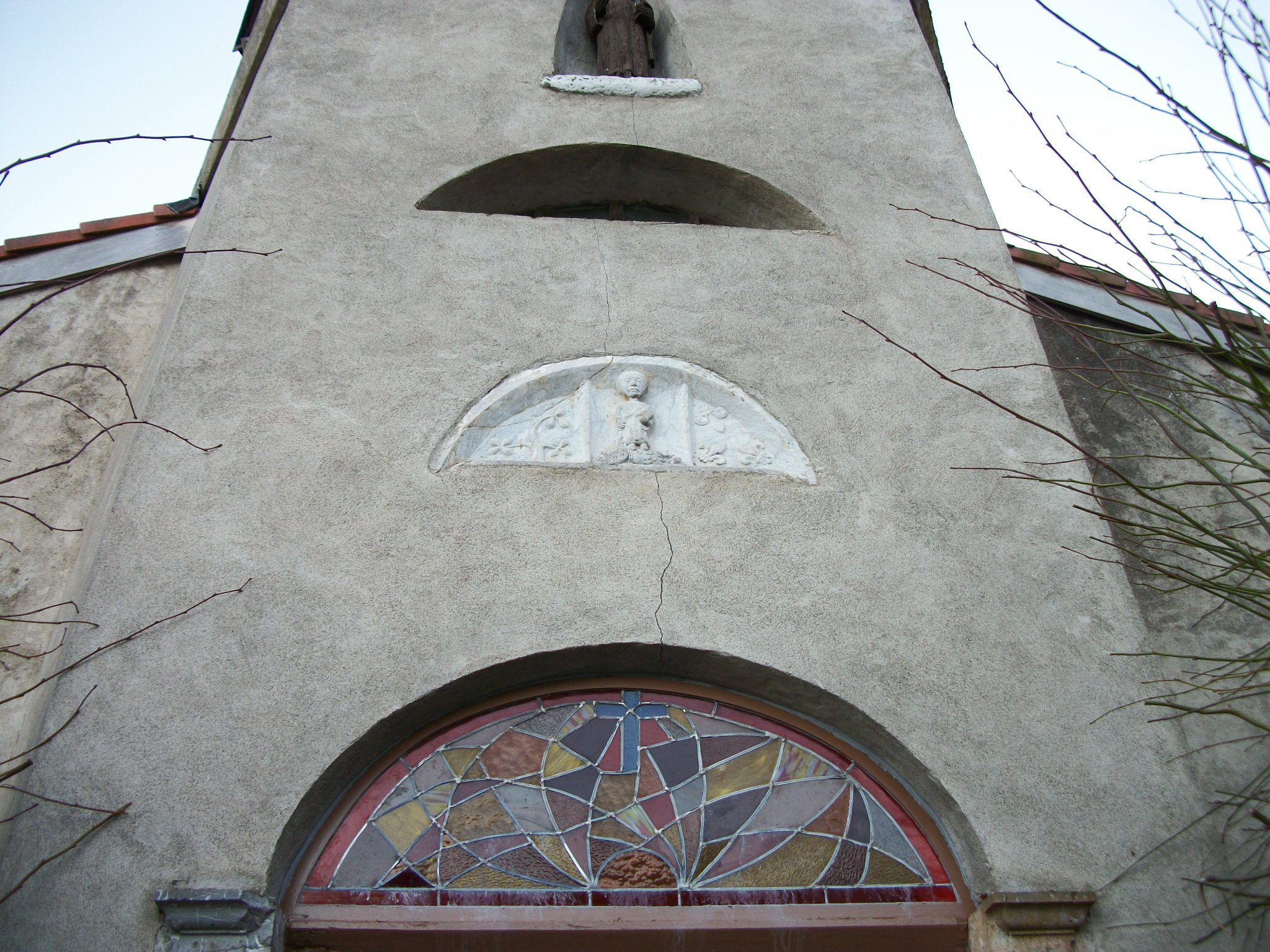